# Europa (Roma)
(Federico Fellini)
Europa - meglio noto come E.U.R. - è il trentaduesimo quartiere di Roma, indicato con Q. XXXII.

## Territorio

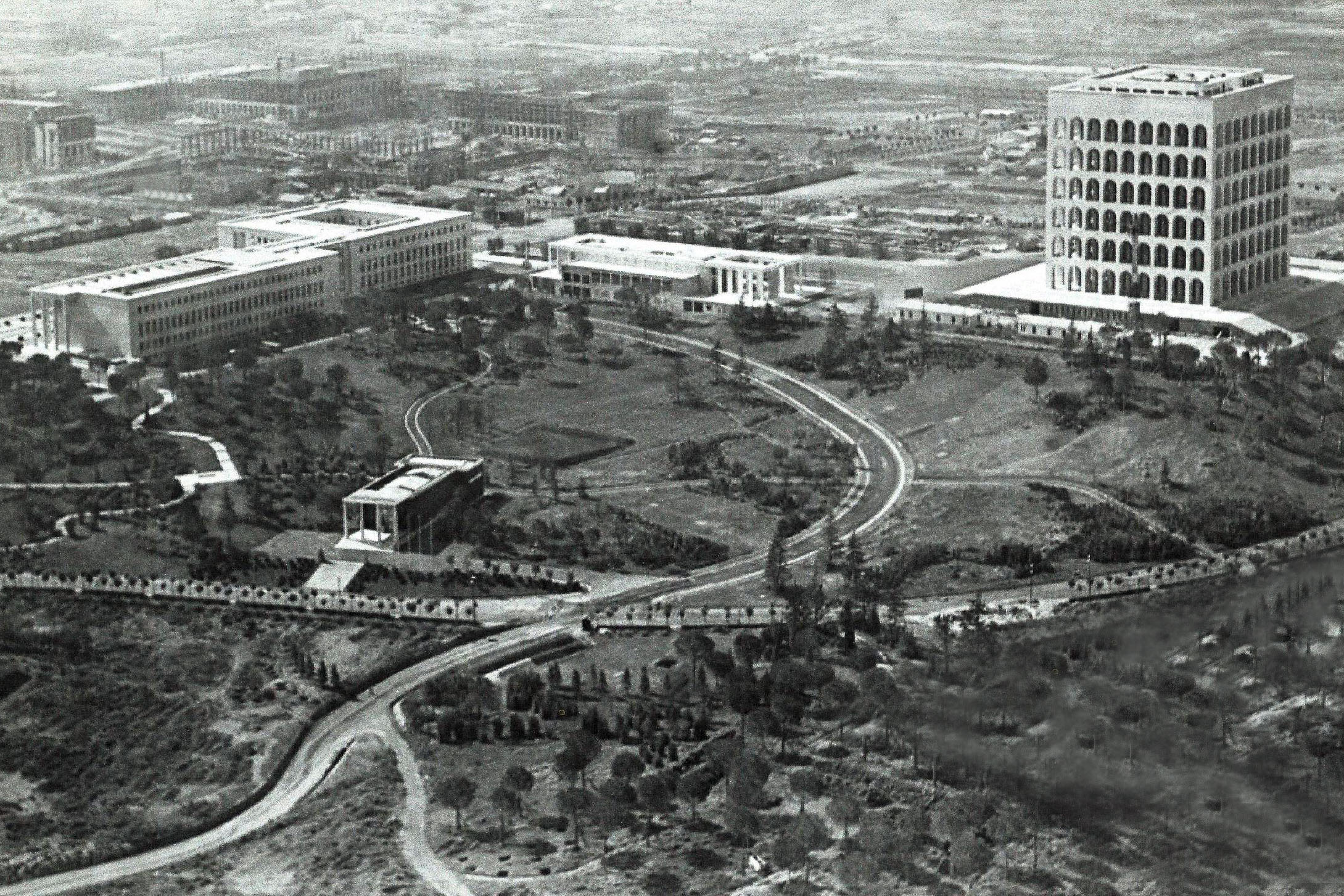
Foto aerea del quartiere in costruzione (maggio 1940)

Si trova nell'area sud della città, all'interno del Grande Raccordo Anulare, tra il fiume Tevere ad ovest e la via Laurentina ad est: è attraversato da via Cristoforo Colombo.
I confini del quartiere sono:
- a nord con il quartiere Q. X Ostiense[2]
- a est con i quartieri Q. XX Ardeatino[3] e Q. XXXI Giuliano-Dalmata[4]
- a sud con la zona Z. XXIV Fonte Ostiense[5]
- a sud-ovest con la zona Z. XXVII Torrino[6]
- a ovest con il suburbio S. VII Portuense[7]

## Storia

Panoramica aerea del quartiere EUR eseguita nel 1953

Il sito fieristico originale, con gli edifici "permanenti" quasi tutti edificati, foto del 1956

L'area dell'Agro romano coperta dalla Condotta Sanitaria X Laurentina, dove furono costruiti gli edifici per l'Esposizione del 1942 (E.42), venne ufficialmente trasformata in quartiere con delibera n. 2453 del 13 settembre 1961 del Commissario Straordinario e gli fu assegnata la denominazione provvisoria di "Quartiere XXXII - E.U.R.", dall'acronimo di Esposizione Universale di Roma. Successivamente, con delibera n. 2509 del 5 maggio 1965, la Giunta Municipale «assumendo, per l'urgenza di provvedere, i poteri del Consiglio Comunale, ai sensi dell'articolo 140 della Legge Comunale e Provinciale, Testo Unico 4 febbraio 1915, numero 148, delibera di attribuire al Quartiere XXXII - E.U.R. la denominazione di "Quartiere XXXII - Europa" mantenendone immutata la seguente delimitazione: [...] ». Il quartiere rimane comunque conosciuto con l'acronimo.
La costruzione del quartiere fu ultimata solo alla fine degli anni cinquanta, in preparazione dei Giochi della XVII Olimpiade, che si sarebbero tenuti a Roma nel 1960 e che resero l'Eur un simbolo del miracolo economico italiano: furono completate alcune infrastrutture, come il Palazzo dello Sport, il Velodromo Olimpico (poi demolito nel 2008), il Palazzo ENI, le Torri Ligini, insieme alla sistemazione urbanistica del Parco Centrale del Lago. Nel complesso è presente anche un polo museale che comprende il Museo della civiltà romana, il Planetario e il Museo delle Civiltà.

### L'espansione successiva

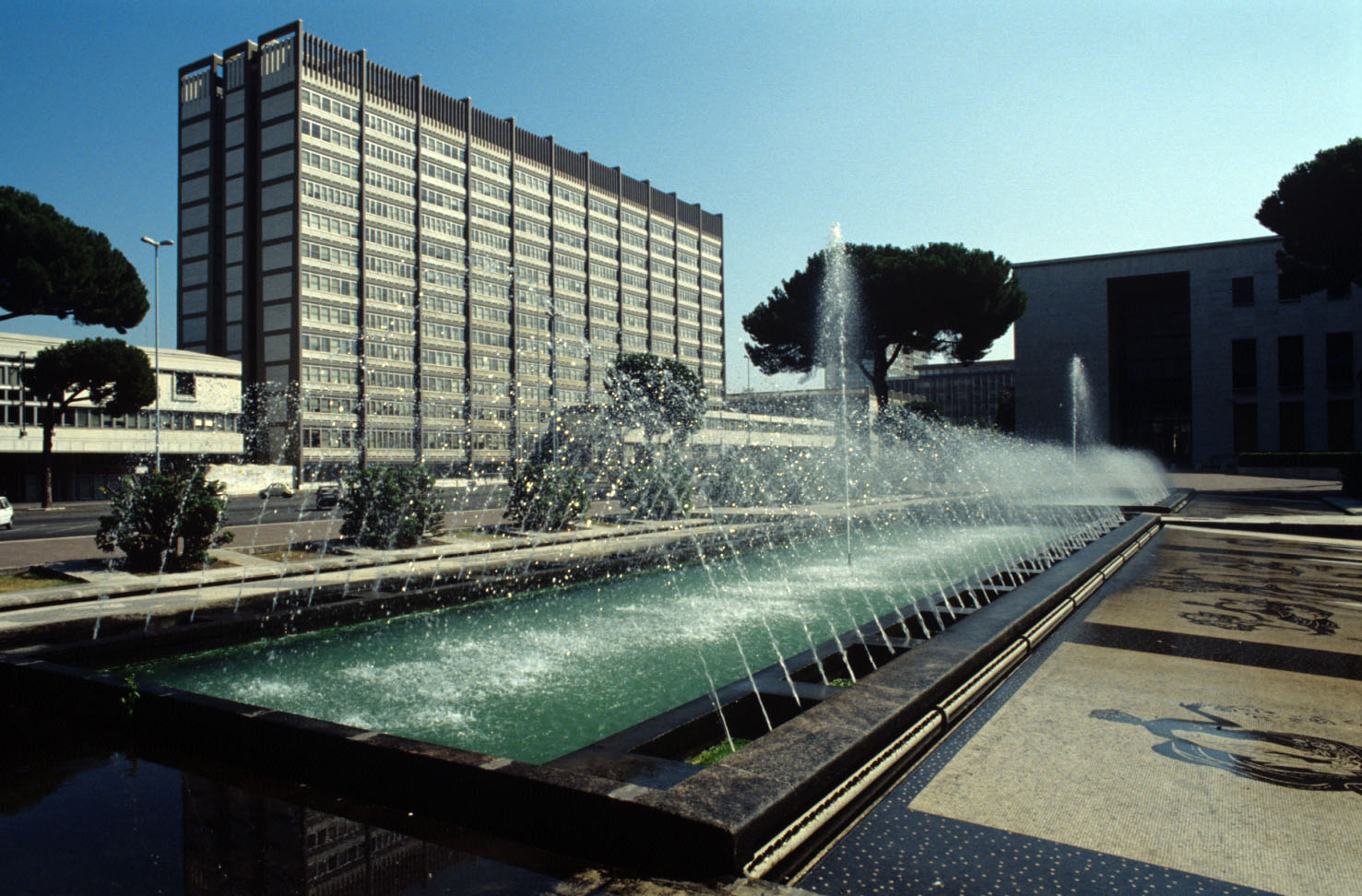
La sede nazionale INPS.

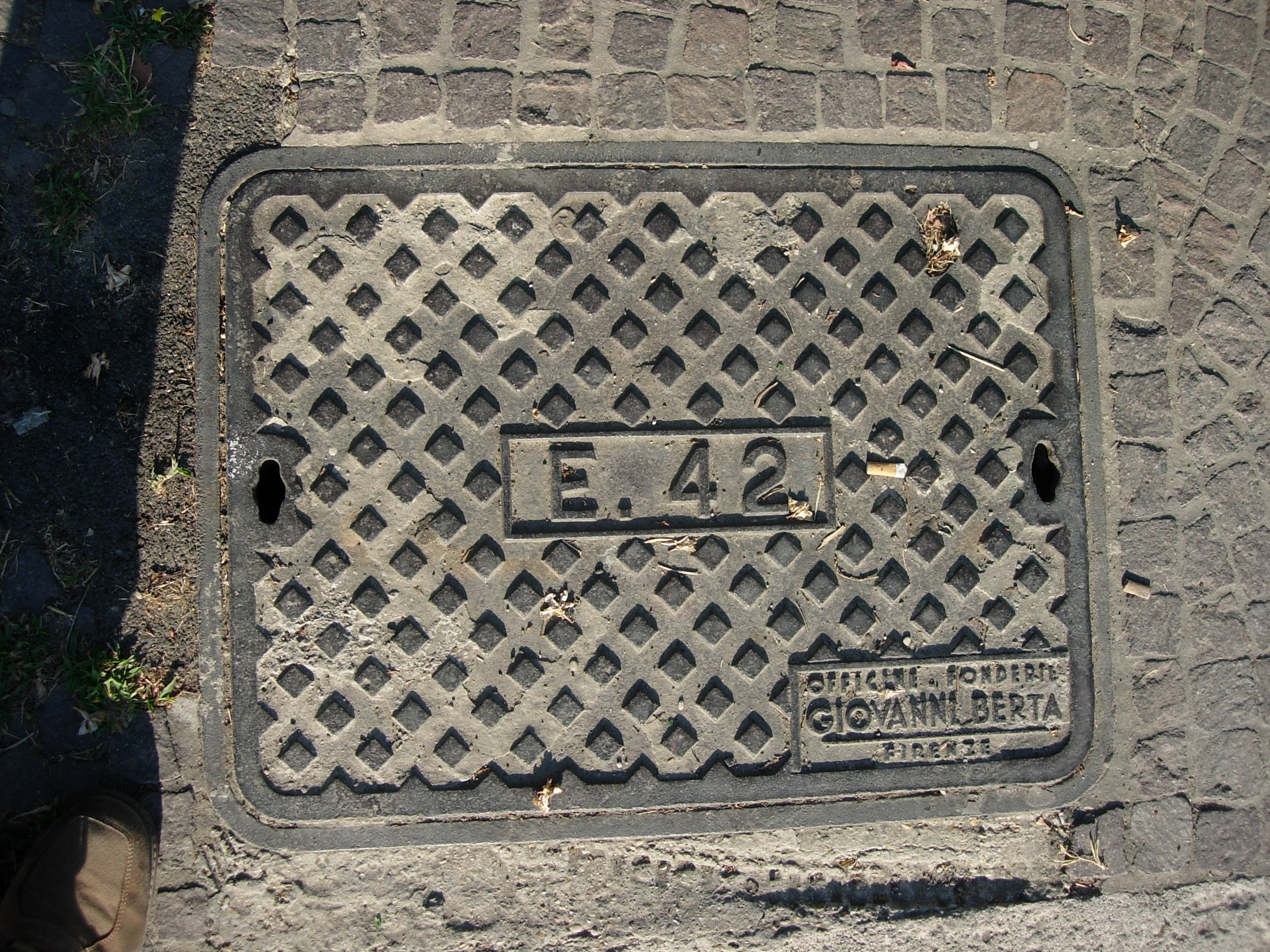
Chiusino delle fonderie Giovanni Berta raffigurante il logo E. 42

Negli ultimi decenni il quartiere ha assunto una funzione residenziale e commerciale, grazie alla sua posizione decentrata e alla vicinanza alle principali infrastrutture per il trasporto, ospitando sedi centrali o periferiche di enti pubblici e di imprese - ministeri della salute, dell'ambiente, dello sviluppo economico, delle infrastrutture e dei trasporti, ICE, SIAE, INAIL, INPS - e privati - sono presenti alcune aziende un tempo a partecipazione statale: Confindustria, Poste italiane, Eni; aziende nel campo energetico: Q8, TotalErg, Engie; aziende nel campo dell’informatica e della tecnologia: Oracle, Engineering, Microsoft, Huawei, Accenture; e nella farmaceutica: Procter & Gamble, Bristol-Myers Squibb; oltre a grandi gruppi industriali come la filiale italiana di Unilever. Nell'ottobre 2004 il quartiere ha ospitato la conferenza intergovernativa dell'Unione europea. Gli ultimi progetti di riqualificazione hanno contribuito alla progettazione di nuovi edifici architettonici, come il Nuovo Centro Congressi, noto come La Nuvola, su progetto di Massimiliano Fuksas.
In occasione delle Olimpiadi di Roma del 1960, l'EUR ha subito un ulteriore sviluppo urbanistico e architettonico proseguito poi fino ai giorni nostri. Oggi l'EUR è sede del più importante polo finanziario e terziario della capitale e tra i maggiori d'Italia con la presenza di numerose sedi di banche italiane quali UniCredit, BNL, Fideuram - Intesa Sanpaolo Private Banking, Poste italiane oltre alla presenza di palazzi e uffici pubblici e privati (INPS, Ministero dello sviluppo economico, Eni ecc..) e un polo museale, risultando oggi l'area più attiva della capitale dal punto di vista economico.
Dal 2018 ospita l'E-Prix di Roma della categoria Formula E.

## Monumenti e luoghi d'interesse

### Architetture civili

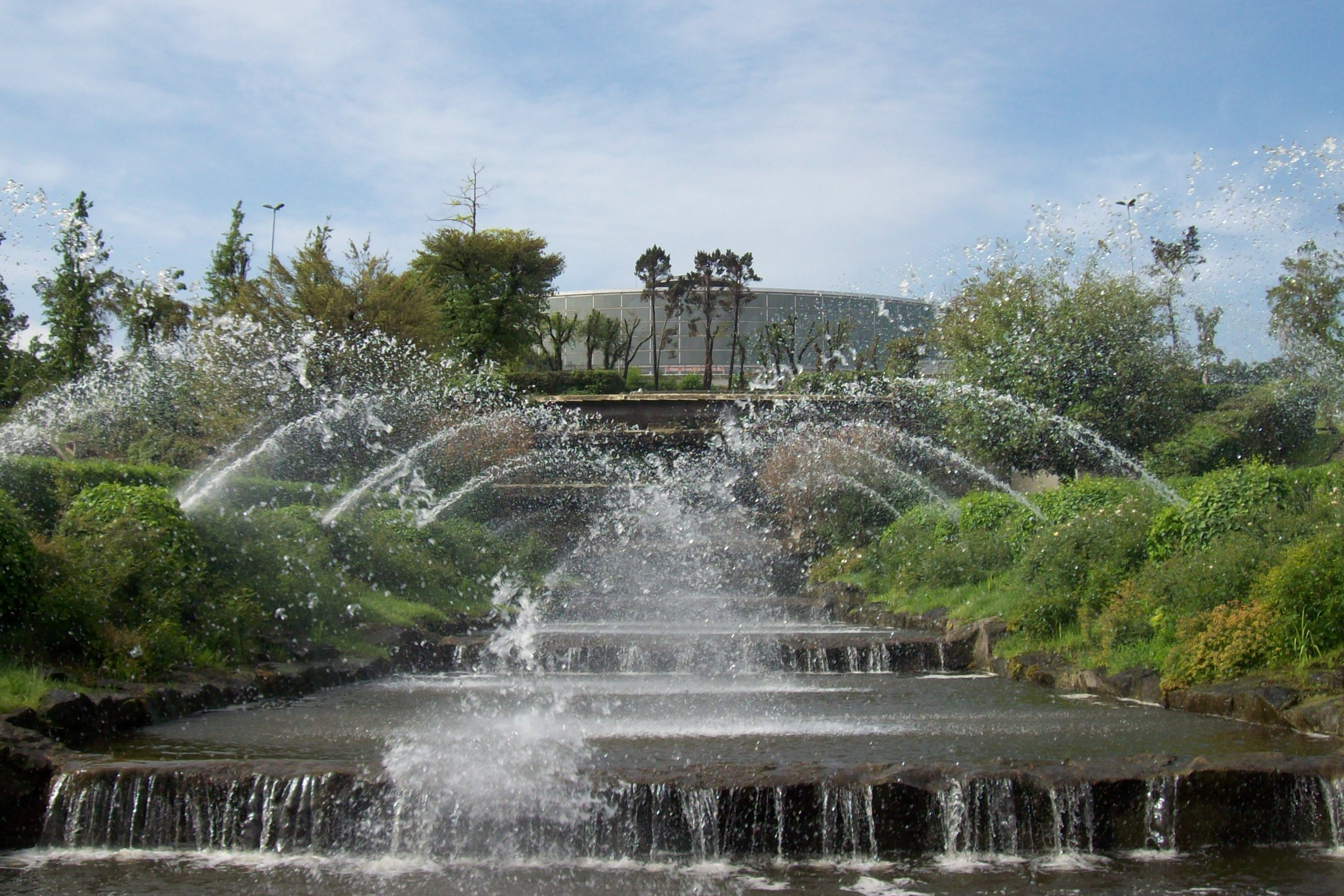
Il Palazzo dello Sport sopra le cascate tributarie del Laghetto

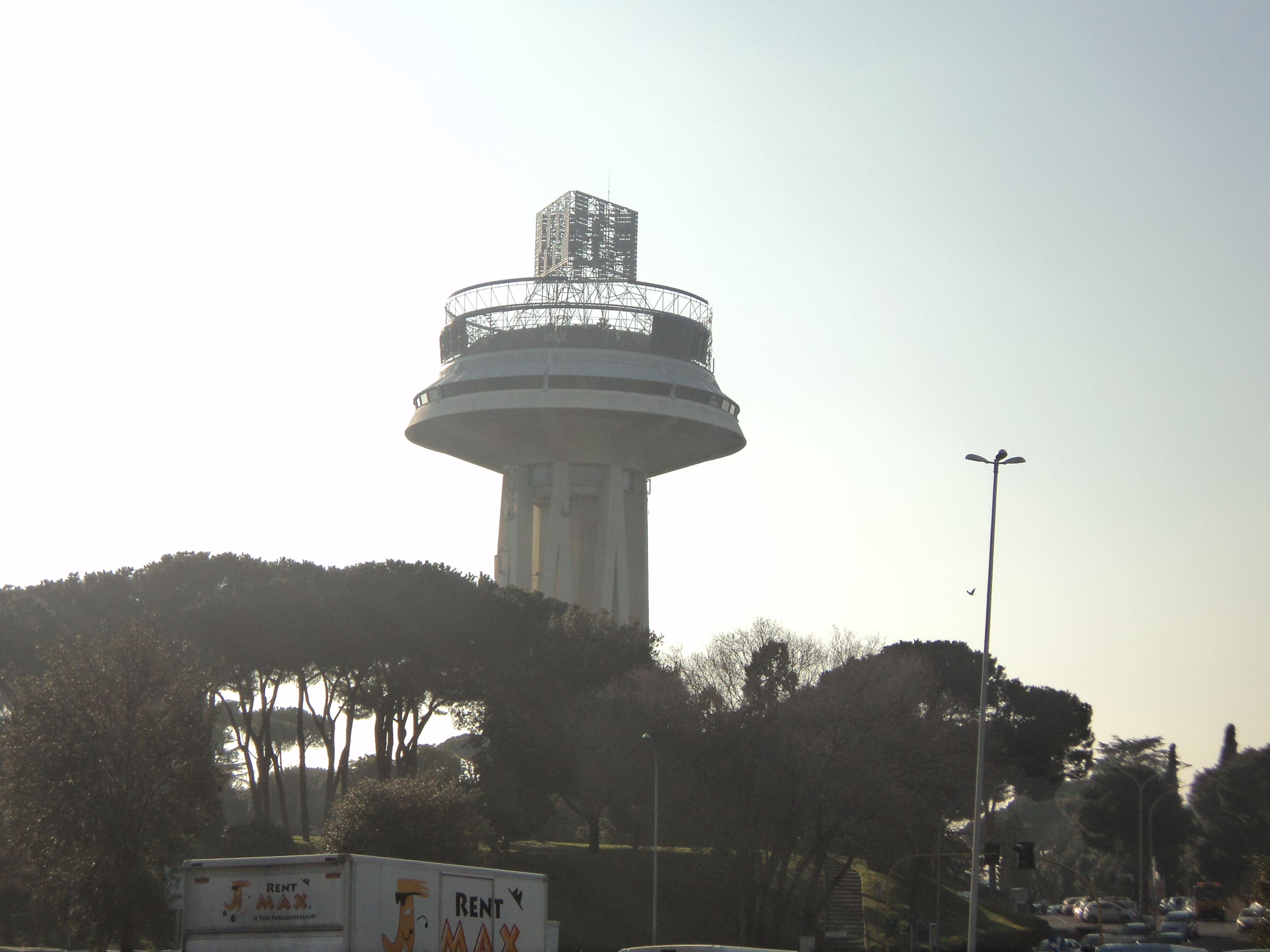
Il Fungo

La sede di Confindustria su viale dell'Astronomia

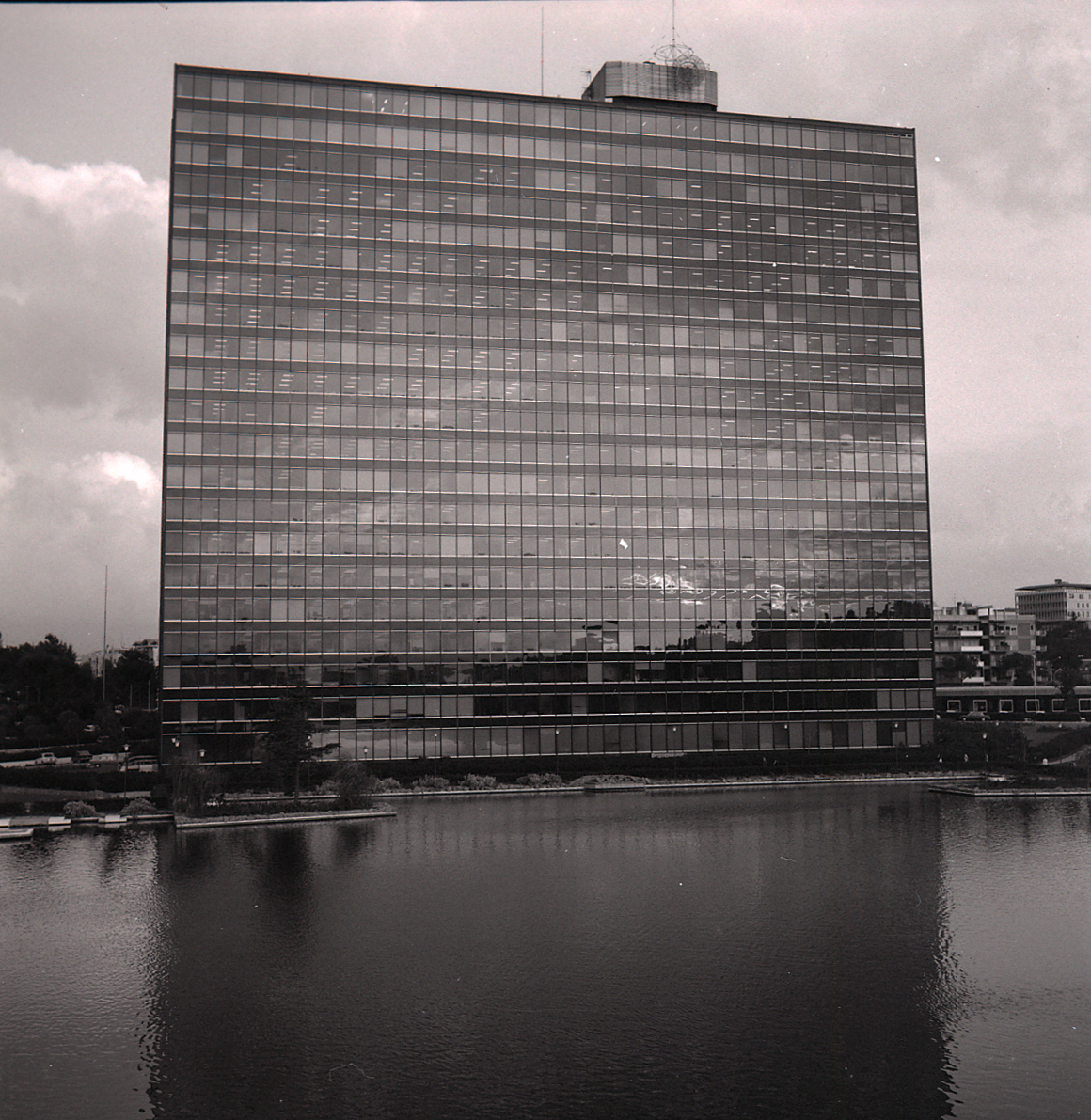
Palazzo ENI, costruito 1959-1962. Foto di Paolo Monti, 1967.

Il progetto venne presentato nel 1938, sotto la direzione di Marcello Piacentini. Il modello è ispirato, secondo l'ideologia fascista, all'urbanistica romana classica, apportandovi elementi del razionalismo italiano.
Il nuovo quartiere era attraversato dalla via Imperiale (oggi via Cristoforo Colombo), nata per collegare il centro storico di Roma al litorale. Il fulcro del quartiere era costituito dalla piazza Italia (oggi piazza Guglielmo Marconi), con al suo centro l'obelisco dedicato all'inventore, inquadrato da quattro palazzi destinati ad altrettante mostre previste per l'esposizione universale:
- Palazzo delle Scienze (o "della Scienza Universale").

Progetto di L. Brusa, G. Cancellotti, E. Montuori, A. Scalpelli.
- Palazzo delle Arti e Tradizioni Popolari.

Progetto di M. Castellazzi, P. Morresi, A. Vitellozzi.
- Palazzo dell'arte antica.[10]

Progetto di F. Fariello, S. Muratori, L. Quaroni.
- Palazzo dell'arte moderna.[11]

Progetto di F. Fariello, S. Muratori, L. Quaroni.
Gli altri edifici parte del progetto originario sono:
- Palazzo della Civiltà Italiana, detto anche "Colosseo quadrato".

Progetto degli architetti Giovanni Guerrini, Ernesto Lapadula e Mario Romano.
- Palazzo dei Ricevimenti e dei Congressi.

Progetto dell'architetto Adalberto Libera.
- Palazzo dell'Archivio dello Stato.

Progetto dagli architetti Mario De Renzi, Luigi Figini e Gino Pollini.
- Museo della civiltà romana.

Progetto degli architetti Gino Peressutti, Pietro Aschieri, Cesare Pascoletti.
- Palazzo degli Uffici.

Progetto dell'architetto Gaetano Minnucci.
- Palazzo ex Ristorante Ufficiale dell'Ente EUR.

Progetto dell'architetto Ettore Rossi.
- Palazzi dell'INA e dell'INPS.

Progetto degli architetti Giovanni Muzio, Mario Paniconi e Giulio Pediconi.
- Palazzo delle Poste, Telegrafi e Te.Ti.

Progetto dello studio BBPR degli architetti Gian Luigi Banfi, Lodovico Barbiano di Belgiojoso, Enrico Peressutti, Ernesto Nathan Rogers.
- Istituto dell'Ortogenesi poi trasformato in Ospedale Sant'Eugenio

A questi fecero seguito altri edifici, alcuni dei quali realizzati in occasione dei giochi della XVII Olimpiade che si tennero a Roma nel 1960:
- Palazzo dello Sport, (chiamato PalaLottomatica dal 1999 al 2018).

Progetto degli architetti Pier Luigi Nervi e Marcello Piacentini.
- Palazzo ENI, detto anche "Palazzo di vetro".
- Palazzo INAIL.
- Il Fungo, serbatoio idrico a torre che ospita in vetta un ristorante panoramico.
- Piscina delle Rose, impianto olimpico.

Progetto dell'architetto Sergio Buonamico e degli ingegneri Guido Gigli e Giorgio Biuso.
- Torri delle Finanze (in stato di abbandono dagli anni 2010)

progetto di Cesare Ligini, a cui si deve l'ideazione dei tratti generali, in collaborazione con i professionisti Vittorio Cafiero, Guido Marinucci, e Renato Venturi (questi ultimi due dell'ufficio tecnico dell'Ente EUR)-
- Velodromo Olimpico (demolito nel 2008).

Progetto degli architetti Cesare Ligini, Dagoberto Ortensi, Silvano Ricci, Clemens Schurmann, Herbert Schurmann, Francesco Guidi e Guglielmo Giordano.

### Architetture religiose

La Basilica dei Santi Pietro e Paolo

- Basilica dei Santi Pietro e Paolo, sul piazzale dei Santi Pietro e Paolo.

Progetto degli architetti Arnaldo Foschini, Alfredo Energici, Vittorio Grassi, Nello Ena, Tullio Rossi e Costantino Vetriani.
- Santuario di Santa Maria del Terzo Millennio alle Tre Fontane, su via Laurentina.

Chiesa rettoria della parrocchia dei Santi Pietro e Paolo.
- Chiesa di San Gregorio Barbarigo, su via Laurentina.

### Altro
- LunEur, su via delle Tre Fontane. Luna park del 1953.

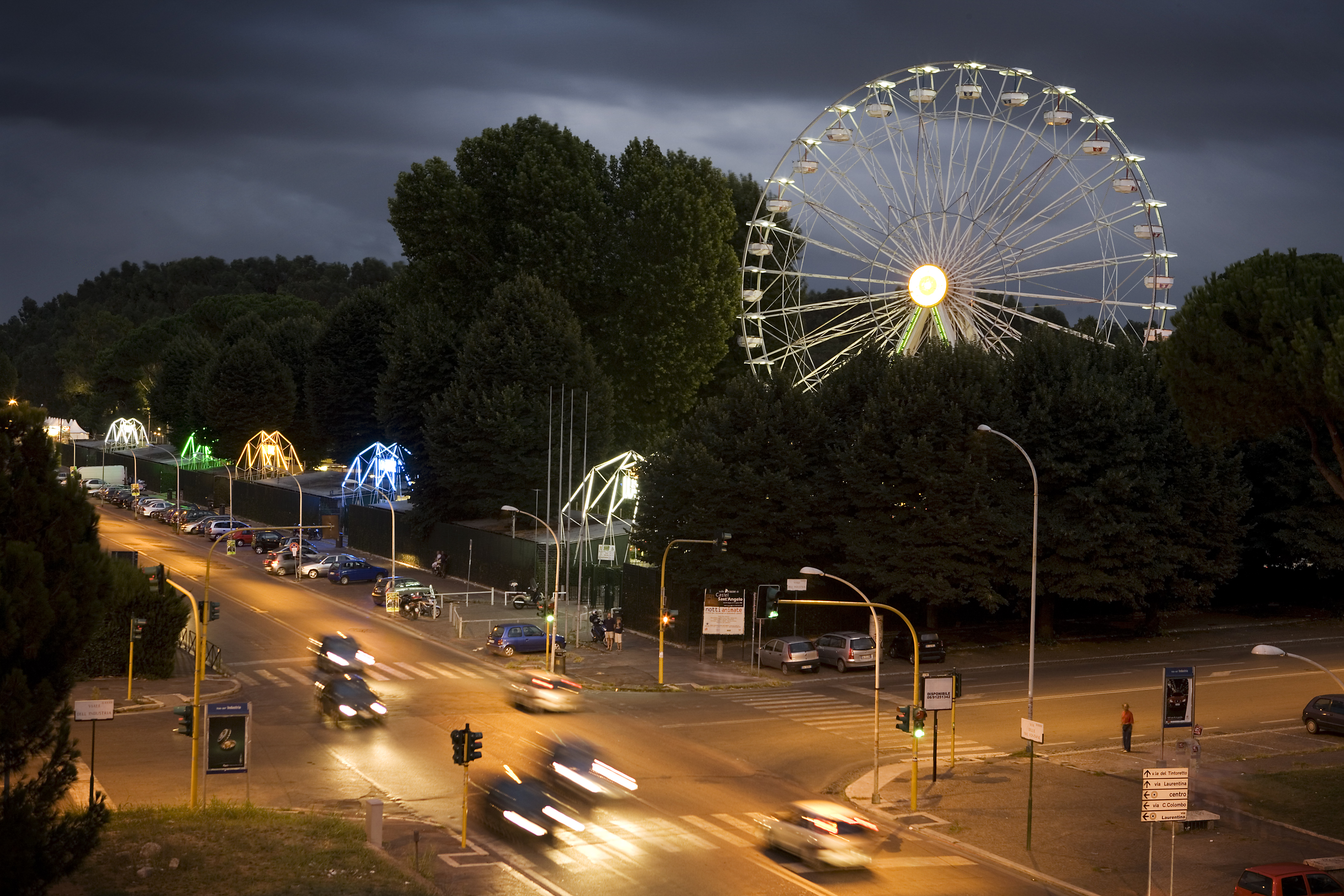
Il Luneur nel 2006.

Un'altra infrastruttura caratteristica del quartiere è il Luneur, il luna park permanente di Roma e il più antico d'Italia; fu costruito inizialmente come attrazione temporanea all'interno dell'Expo agricolo del 1953. Visto il successo che riscosse, venne chiesto agli organizzatori di mantenerlo aperto ogni anno per un certo periodo. Dal 1960, anno delle Olimpiadi, rimase aperto tutto l'anno e cinque anni dopo assunse, tramite referendum, il nome attuale. Nel periodo di maggiore successo contava centotrenta attrazioni a conduzione familiare ed osservava un giorno di chiusura settimanale. Alla conclusione dei lavori di restauro, il parco è stato riaperto il 27 ottobre 2016, con il nuovo nome di "Luneur Park", dedicato a bambini fino ai 12 anni e alle loro famiglie.
- Obelisco Novecento, sul piazzale Pier Luigi Nervi.

Opera dello scultore Arnaldo Pomodoro, inaugurato nel 2004.

### Aree naturali
I parchi e i giardini non vennero realizzati prima della fine della seconda guerra mondiale. Il progetto originale risale al 1937 e realizzato da Pagano, Rossi e Vietti. Tuttavia, nel 1938 il progetto fu affidato a Piacentini che aveva progetti per conto del regime fascista. Il Piacentini volle Raffaele de Vico come supervisore della realizzazione delle aree verdi del quartiere. Le forme geometriche non riguardarono le zone verdi e furono limitate ai palazzi, carattere geometrico che riguarda l'aspetto odierno dei parchi e dei giardini di questo quartiere, quartiere con la maggiore quantità di verde.

Stele la vita nei campi di Ercole Drei 1940 collocata nel Parco del Turismo

Parchi e giardini principali:
- Parchi di Valfiorita
- Parco Centrale del Lago
- Giardini degli ulivi[16]
- Parco degli Eucalipti[17]
- Parco del Ninfeo[18]
- Parco del Turismo[19]

## Società

### Istituzioni, enti e associazioni
L'ente EUR
Gran parte del patrimonio mobiliare ed immobiliare del quartiere è di proprietà di EUR S.p.A. (già Ente EUR), partecipata per il 90% dal Ministero dell'economia e delle finanze e per il 10% da Roma Capitale.
L'Ente Autonomo Esposizione Universale di Roma gestisce l'organizzazione del quartiere in parziale autonomia dal Comune di Roma. Istituito con legge del 26 dicembre 1936, è stato in seguito trasformato in società per azioni.

## Cultura

### Ricerca
- Accademia Nazionale delle Scienze, sul quadrato della Concordia. Fondata nel 1782, ha sede nel palazzo della Civiltà Italiana.

Storiografia della scienza.
- Archivio Centrale dello Stato, su piazzale degli Archivi. Fondato nel 1875.

Conservazione e valorizzazione documenti storici ormai non più utili ai fini amministrativi redatti dagli organi centrali statali italiani.
- Istituto Centrale per il Catalogo e la Documentazione Laboratorio per la Fotointerpretazione e Aerofotogrammetria, su viale Lincoln. Fondato nel 1959.

Ricerche fotografiche aeree, aerofotogrammetria
- Istituto Italo-Latino Americano, su piazza Guglielmo Marconi. Fondato nel 1966.

Integrazione culturale tra Italia e America Latina.

### Musei
- Museo delle Civiltà, in piazza G. Marconi, che riunisce le collezioni di:
  - Museo nazionale preistorico etnografico,
  - Museo nazionale delle arti e tradizioni popolari,
  - Museo nazionale dell'Alto Medioevo,
  - Museo nazionale d'arte orientale,
  - Museo africano,
  - Museo geologico nazionale.
- Museo della civiltà romana, su piazza Giovanni Agnelli.
- Planetario e museo astronomico, su piazza Giovanni Agnelli.
- Museo storico della comunicazione, su viale Europa.

### Media
Per la sua particolarità, il quartiere è da sempre set privilegiato per film e pubblicità.

#### Televisione
- Alcune scene della fiction R.I.S. Roma - Delitti imperfetti sono state girate nei pressi del Palazzo dei Congressi.
- Due scene della serie televisiva Romanzo criminale sono state girate di fronte al Museo della civiltà romana ed altre due al LunEur.
- Nella serie televisiva Gomorra - La serie, alcune scene della seconda stagione sono state girate nel quartiere: tra queste il matrimonio di Genny nella Basilica dei santi Pietro e Paolo.

#### Videoclip
- Il videoclip del 1995 del brano Inno nazionale di Luca Carboni.
- Il videoclip del 2002 del brano Salirò di Daniele Silvestri.
- Il videoclip del 2008 del brano Indimenticabile! di Antonello Venditti è stato girato al LunEur.

### Cinema
- Nel 1962 Federico Fellini vi girò un episodio del film Boccaccio '70: (Le tentazioni del dottor Antonio), e Michelangelo Antonioni girò diverse scene del film L'eclisse.
- Nel 1963, nel film Il boom, con Alberto Sordi, la casa del protagonista affaccia proprio di fronte al laghetto dell'EUR; nel film I mostri, nell'episodio I due orfanelli il mendicante Vittorio Gassman e il suo giovane compare si trovano davanti alla chiesa di S. Pietro e Paolo.
- Nel 1964 vi venne girato L'ultimo uomo della Terra, film di fantascienza/horror di Sidney Salkow e Ubaldo Ragona con Vincent Price.[21]
- Nel 1965 sono state girate, nella piazza sulla Colombo, le scene iniziali dell'episodio Una giornata particolare nel film I complessi; ed Elio Petri vi ha ambientato una Roma avveniristica ne La decima vittima, tra i pochi film di fantascienza italiani, con Marcello Mastroianni.
- Nel 1966 sono state girate quasi tutte le scene in "esterni" del film Adulterio all'italiana con Catherine Spaak e Nino Manfredi.
- Nel 1982 il regista romano Dario Argento ha ambientato nel quartiere EUR una parte del suo film Tenebre.
- Nel 1991 il regista statunitense Michael Lehmann vi girò Hudson Hawk - Il mago del furto, con Bruce Willis ed Andie MacDowell.
- Nel 1999 Julie Taymor vi girò il film Titus, con Anthony Hopkins
- Nel 2000 Carlo Verdone girò una scena del film C'era un cinese in coma, con Carlo Verdone e Beppe Fiorello.
- Nel 2002 Kurt Wimmer vi girò Equilibrium, con Christian Bale.
- Nel 2005 Giovanni Veronesi vi girò Manuale d'amore con Luciana Littizzetto e Carlo Verdone.
- Nel 2006 Fausto Brizzi girò una scena del film Notte prima degli esami sulle scalinate della basilica dei Santi Pietro e Paolo.
- Nel 2010 alcune scene del film Baciami ancora di Gabriele Muccino sono state girate in questo quartiere.
- Nel 2015 Sam Mendes girò alcune scene del film Spectre, con Daniel Craig e Monica Bellucci, davanti al Museo della Civiltà Romana.

## Geografia antropica

### Urbanistica

"La Nuvola di Fuksas", Nuovo Centro Congressi Eur

Nel quartiere è presente un'area museale che comprende tra gli altri il Museo della civiltà romana, il Planetario e il Museo delle Civiltà.
Nella zona dove oggi sorge il Palazzo dello Sport, l'architetto Adalberto Libera negli anni trenta aveva previsto anche la costruzione della Porta del Mare, un arco monumentale simboleggiante l'ingresso al nuovo quartiere espositivo dal lato sud. Questa struttura allo scoppio della seconda guerra mondiale non era stata ancora iniziata e al termine l'opera non fu poi mai realizzata. Nei decenni successivi, e in particolar modo negli anni duemila, si è parlato più volte di riprendere il progetto della costruzione dell'arco di Libera, ma trovando spesso più perplessità che altro. In particolare, i dubbi sarebbero legati alla mancanza di una bozza di progetto vero e proprio (dovuta anche alla scomparsa dell'ideatore originario) e alla fattibilità, sia in termini paesaggistici che logistici (la presenza effettiva di una zona dove edificarlo, data la presenza attuale del Palazzo dello Sport).
La costruzione del quartiere venne ultimata solamente alla fine degli anni cinquanta in occasione della XVII Olimpiade, tenutasi a Roma nel 1960, completando alcune infrastrutture, come il Palazzo dello Sport progettato da Nervi e Piacentini e il Velodromo, nonché dando l'attuale struttura al laghetto, detto Laghetto del Cannocchiale, per le sue forme geometriche, ed alla zona verde ad esso limitrofa.

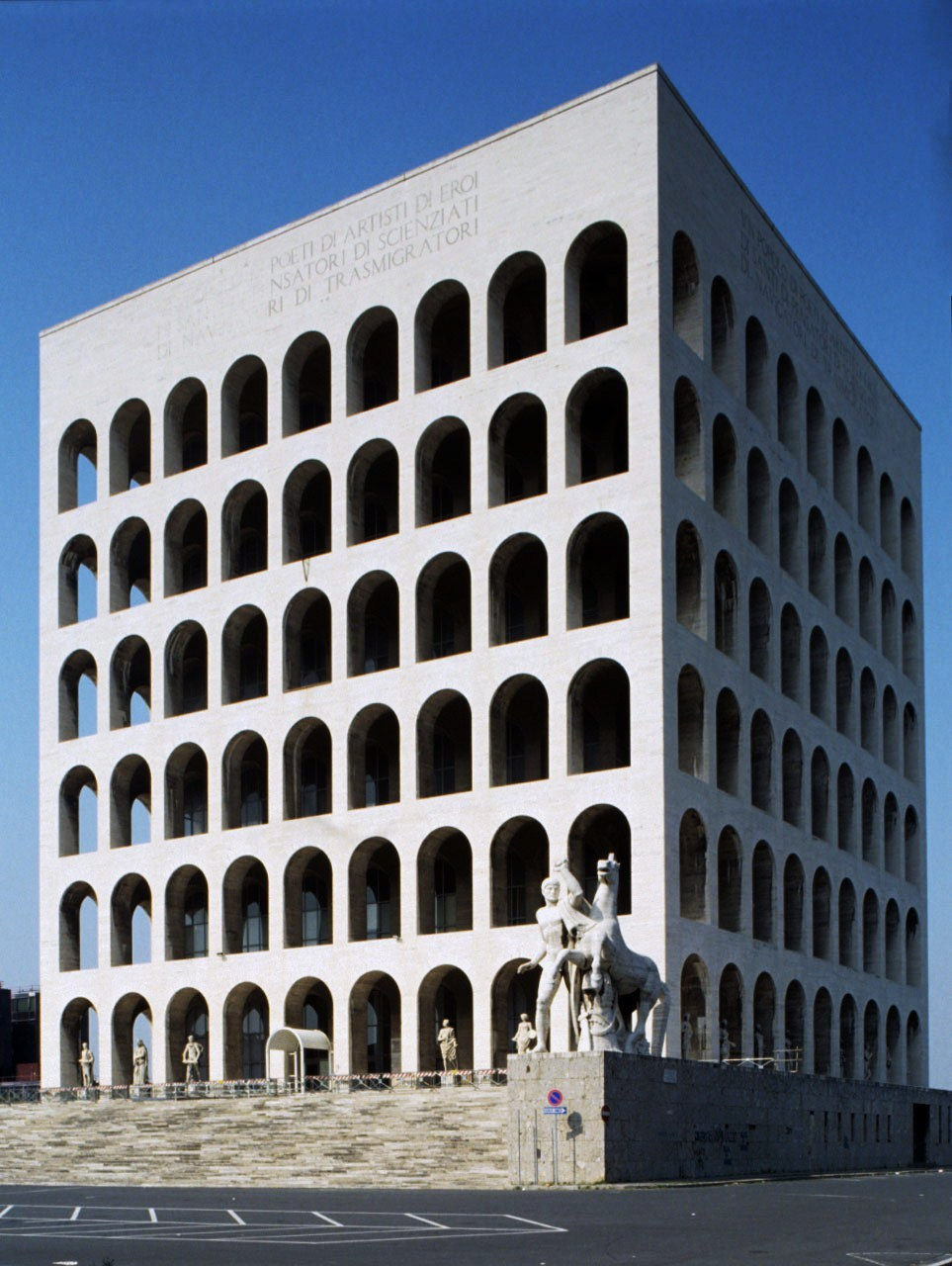
Il Palazzo della Civiltà Italiana

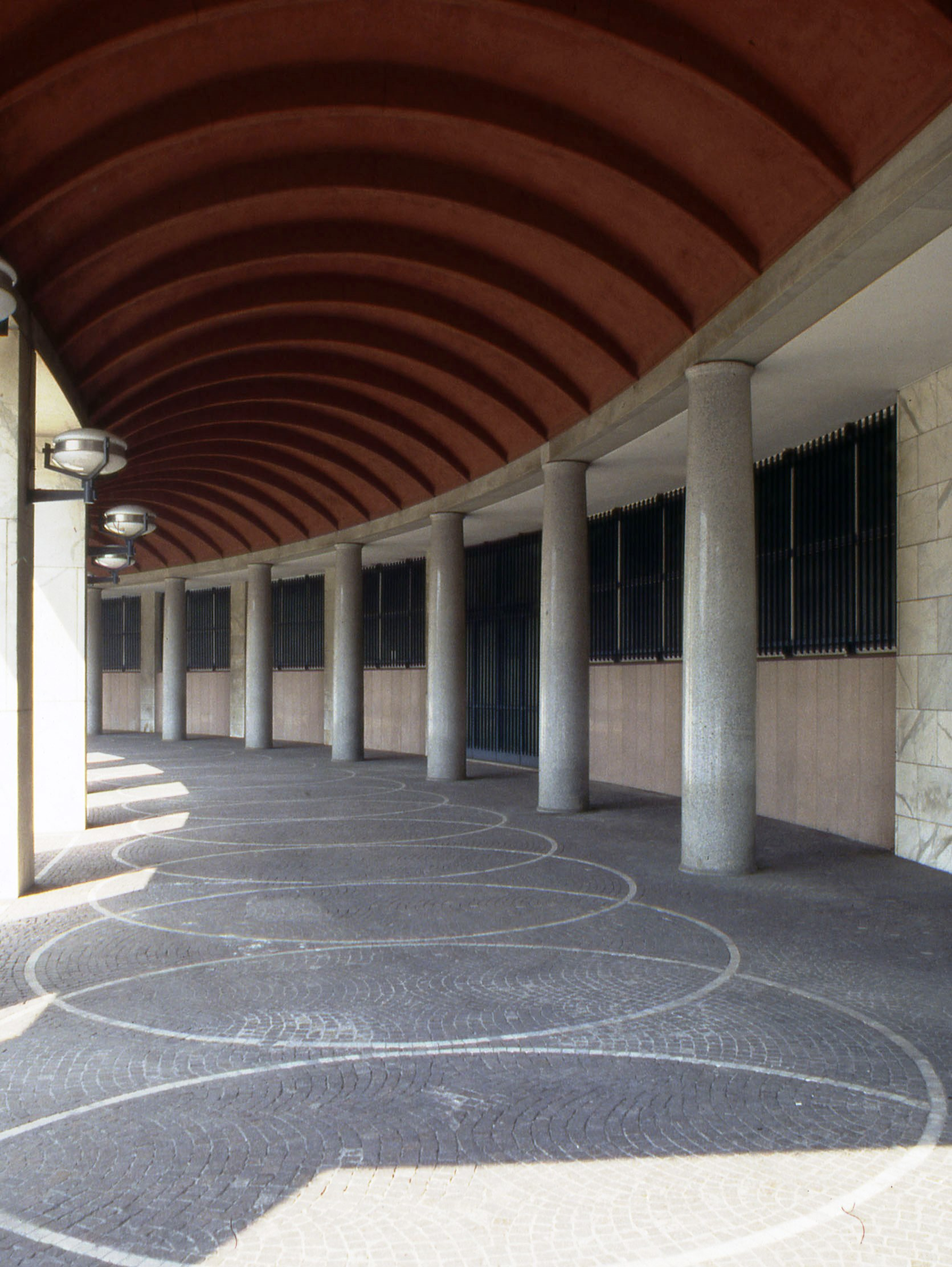
Portico del Palazzo INPS

Nel decennio 2010-2020 all'EUR sono stati ultimati numerosi progetti edilizi che ne hanno cambiato lo skyline del quartiere, come il Nuovo Centro Congressi di Massimiliano Fuksas (noto come la "Nuvola") e l'Eurosky Business Park, un centro direzionale in cui sono inclusi numerosi edifici tra cui la Torre Europarco (120 m) e la Torre Eurosky (155 m). Inoltre, è in fase di completamento il Mediterraneum, dove oltre all'acquario tradizionale sorgerà un'area espositiva permanente denominata Expo, che sarà un punto di incontro tra la ricerca scientifica e il pubblico, e la riqualificazione delle Torri Ligini (conosciute anche come Torri delle Finanze), che ospiteranno un nuovo centro direzionale adibito ad uffici (3100 postazioni).
Nel territorio del quartiere Europa si estende la zona urbanistica 12A Eur.

### Odonimia
Gli spazi urbani del quartiere hanno denominazioni molto varie. Alcuni si ispirano a nomi geografici extra-italiani, con una procedura poco frequente nella tradizione odonomastica italiana: i viali dedicati ai continenti Europa, Asia, America, Africa, Oceania, tutti perpendicolari a via Cristoforo Colombo; inoltre i viali dedicati agli oceani Atlantico e Pacifico al margine sud del quartiere, le vie ispirate a stati asiatici e oceanici (Libano, Indonesia, Australia, oltre alla piazza Pakistan e alla Passeggiata del Giappone nel parco attiguo al laghetto) nel quadrante sud-ovest, a stati africani (Algeria, Kenya, Marocco ecc.) nel settore sud-est, a catene montuose (Montagne Rocciose, Carpazi, Caucaso, Pirenei ecc.) nella parte orientale. Altre denominazioni, in genere relative a strade o piazze di una certa importanza, ricordano concetti astratti (Umanesimo, Tecnica, Arte, Agricoltura, Industria, Civiltà del Lavoro, Civiltà Romana, ecc.). Non mancano strade dedicate a musicisti, a letterati e artisti, a personaggi storici e politici del Novecento.

## Infrastrutture e trasporti

### Strade

Via Cristoforo Colombo zona EUR

Il quartiere è collegato alle altre zone della capitale principalmente attraverso l'arteria della via Cristoforo Colombo, è raggiungibile dalla strada statale 148 Pontina (SS148) e dall’autostrada A91 tramite la rampe di uscita e di entrata sulla via Cristoforo Colombo, che le permette di avere un collegamento diretto con l’aeroporto di Roma Fiumicino.

### Metropolitana
È raggiungibile dalle stazioni:
- EUR Magliana
- EUR Fermi
- EUR Palasport
- Laurentina

## Galleria d'immagini

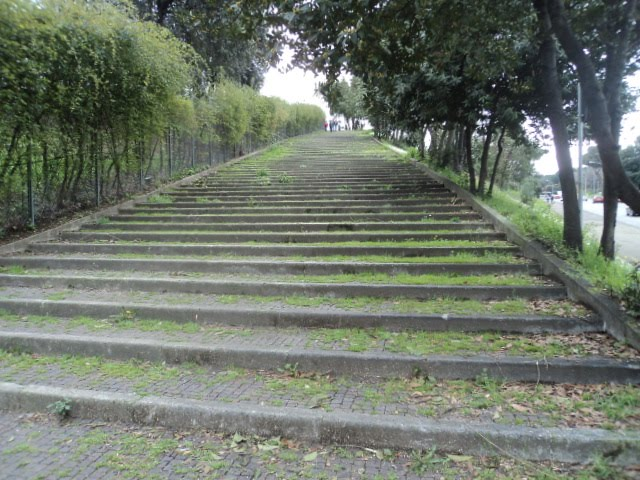
Scalinata in un parco dell'Eur
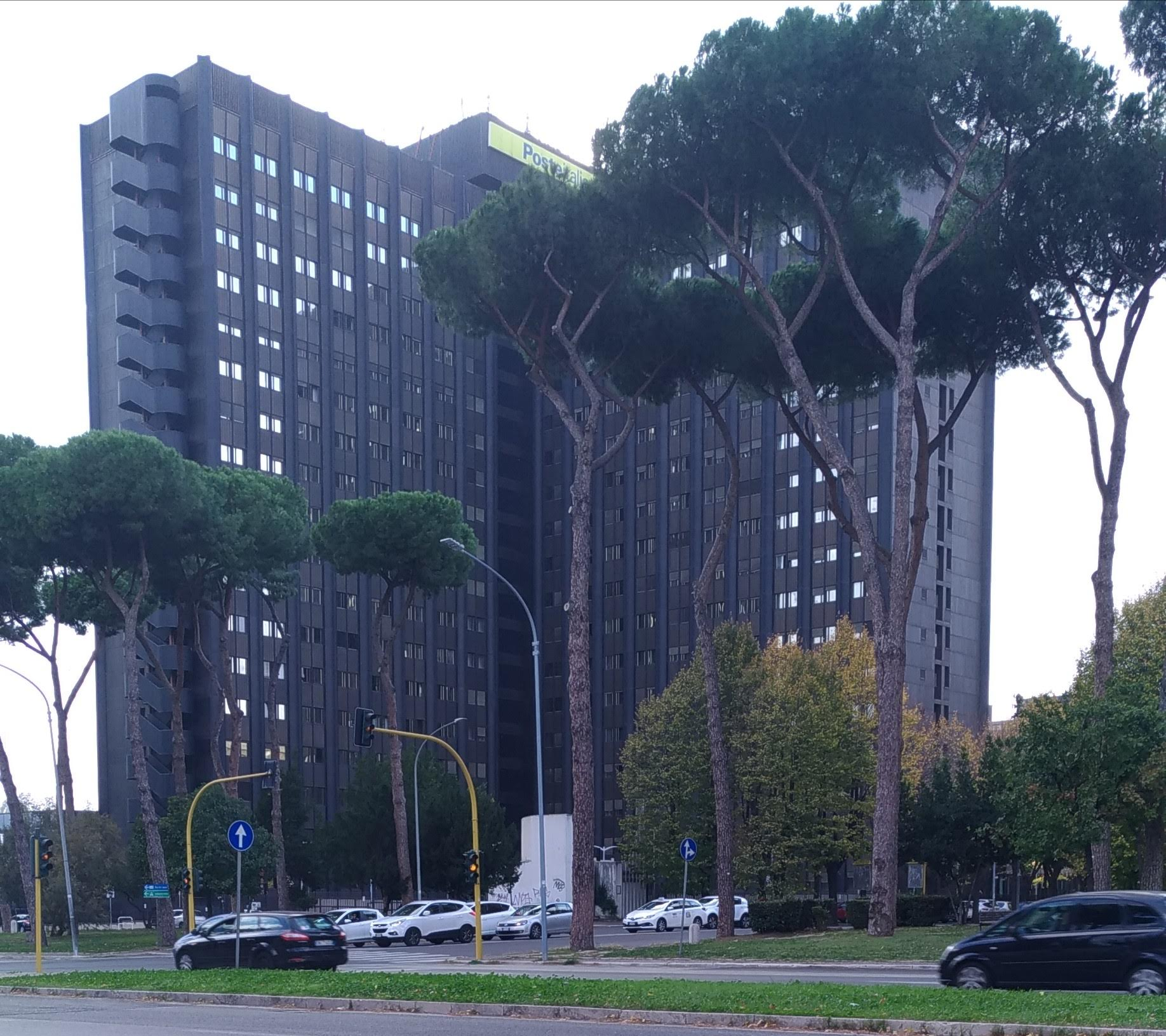
Palazzo delle Poste
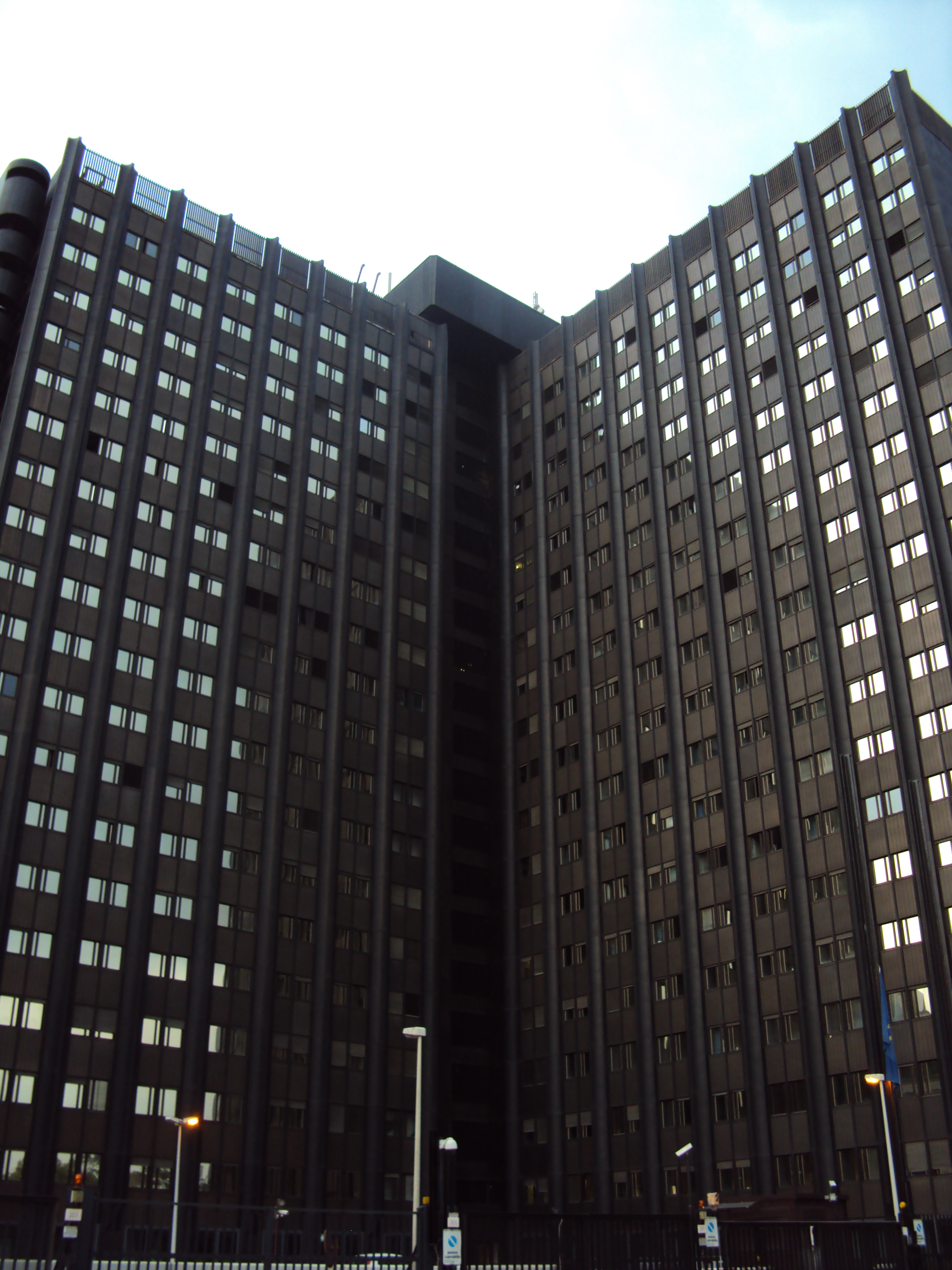
Torri delle Poste
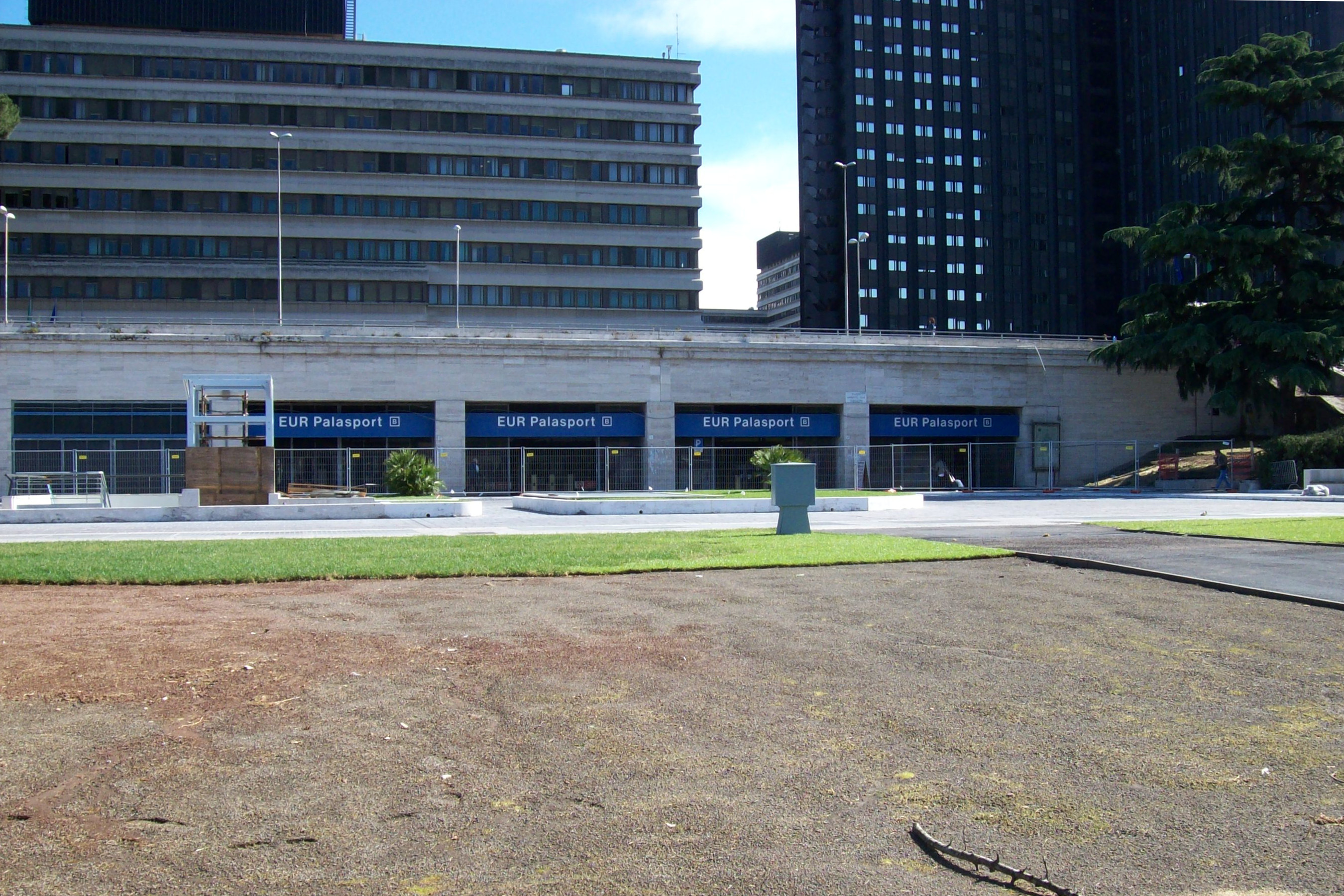
La fermata EUR Palasport della linea B della metropolitana
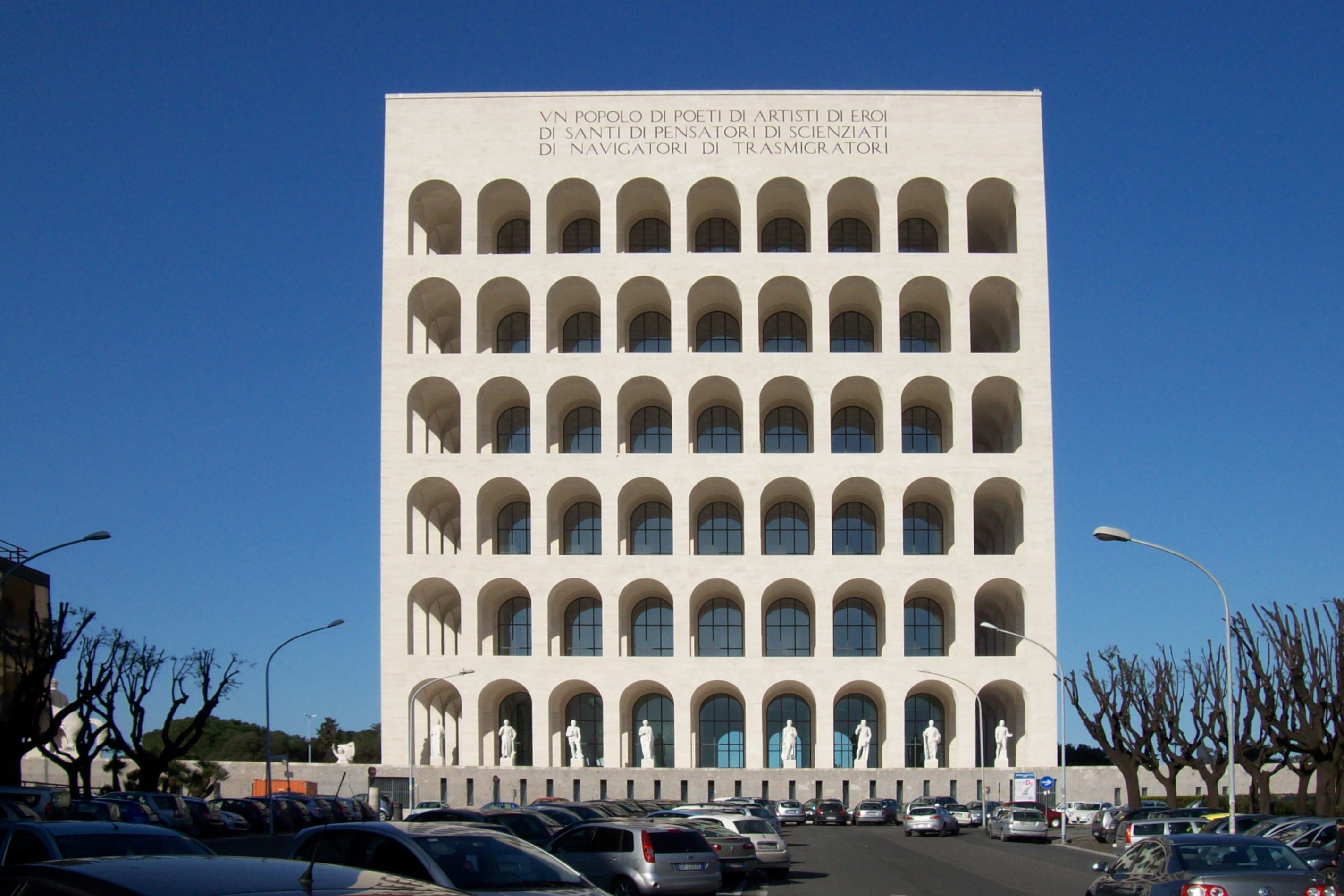
Il Palazzo della Civiltà Italiana
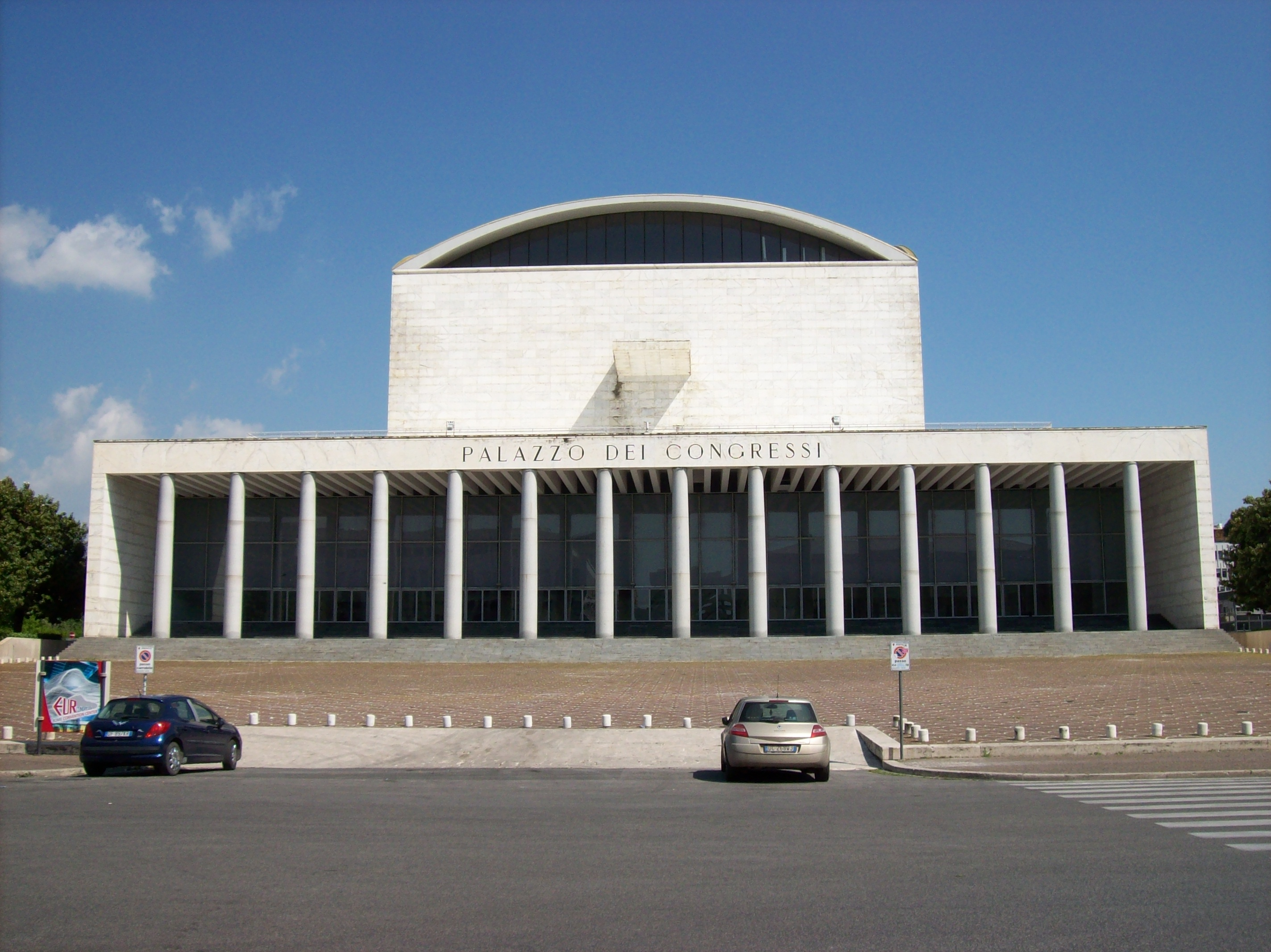
Il Palazzo dei Congressi
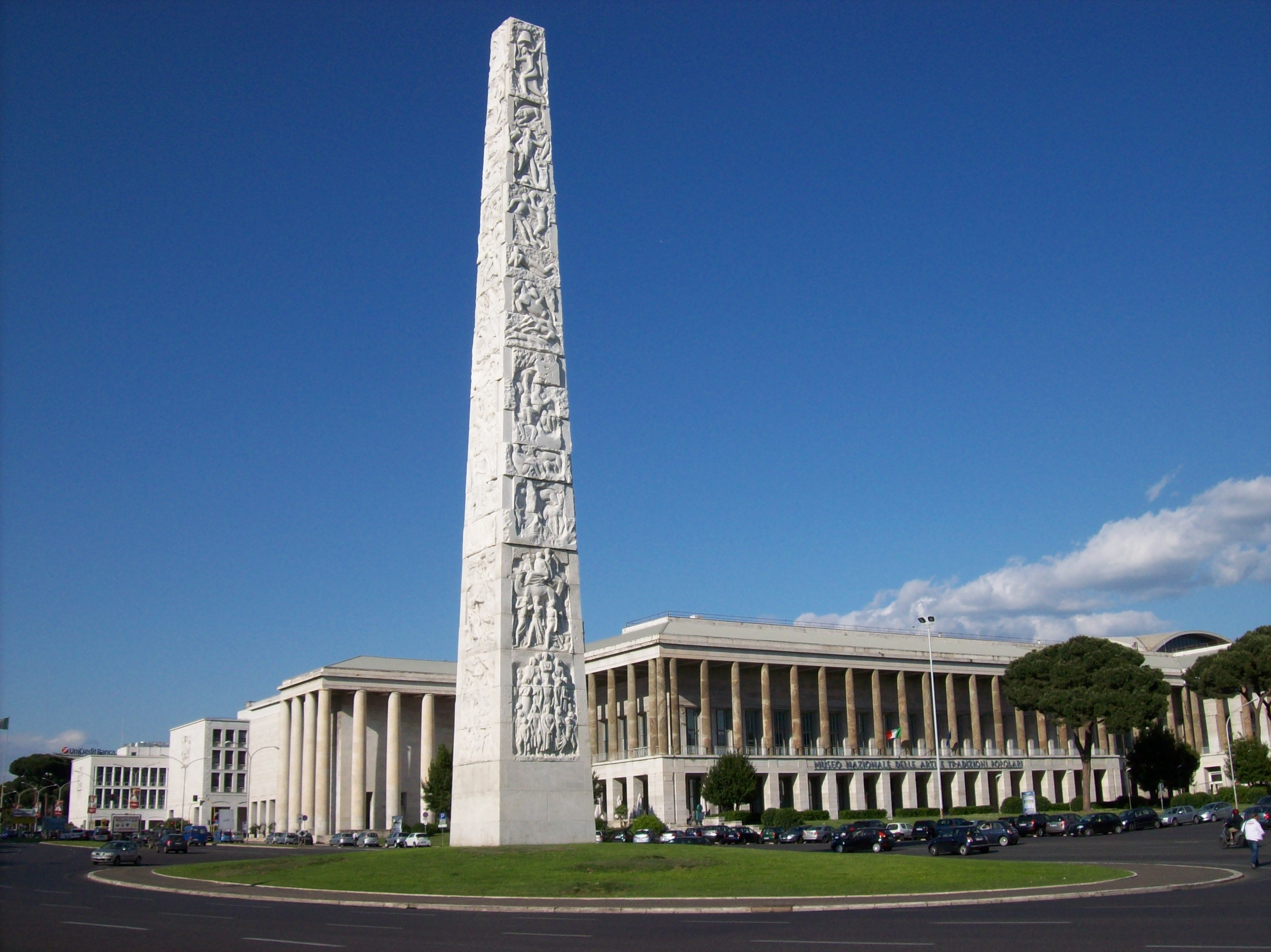
Piazza Guglielmo Marconi con l'obelisco a questi intitolato
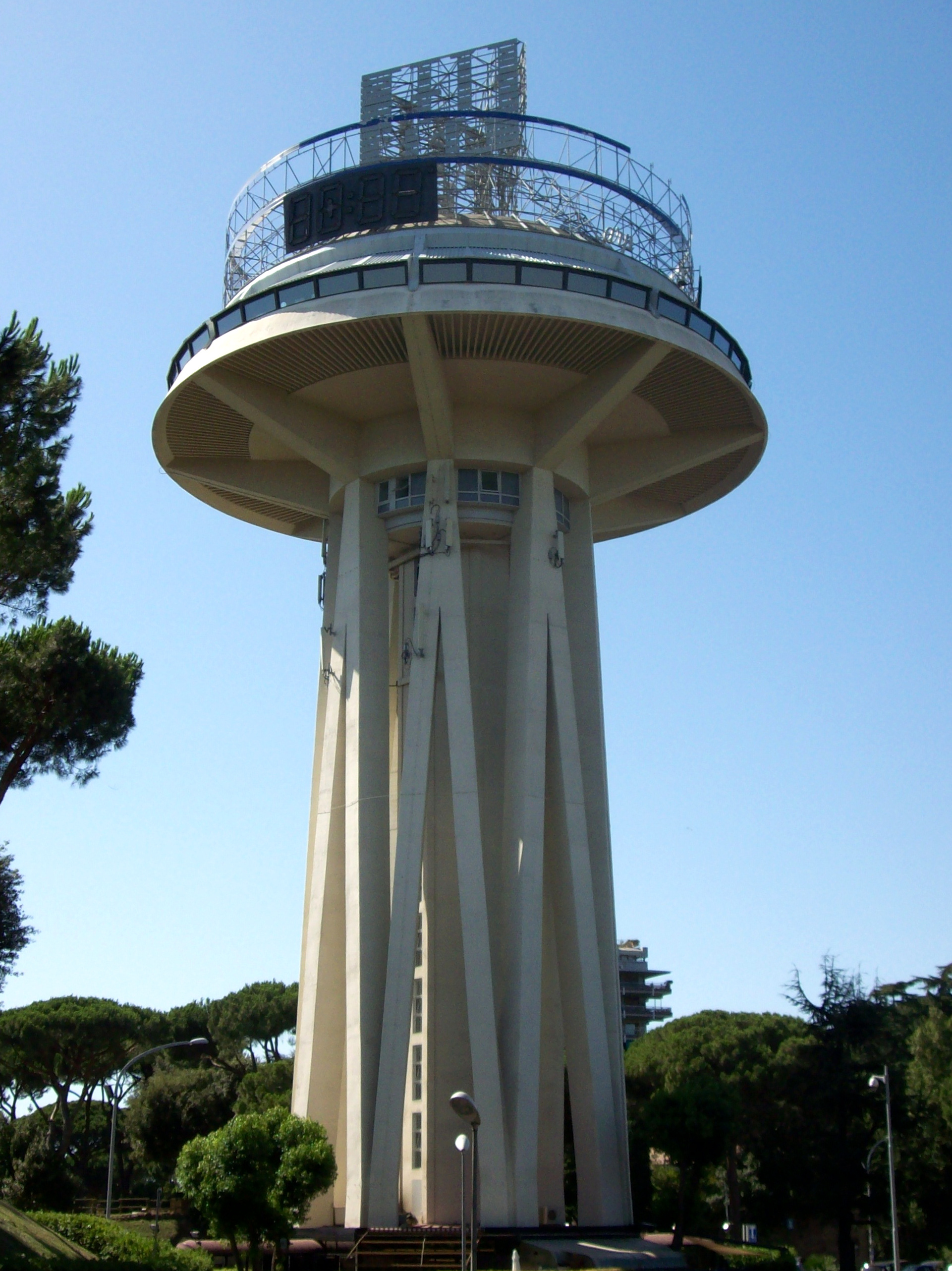
La torre serbatoio, detta il Fungo
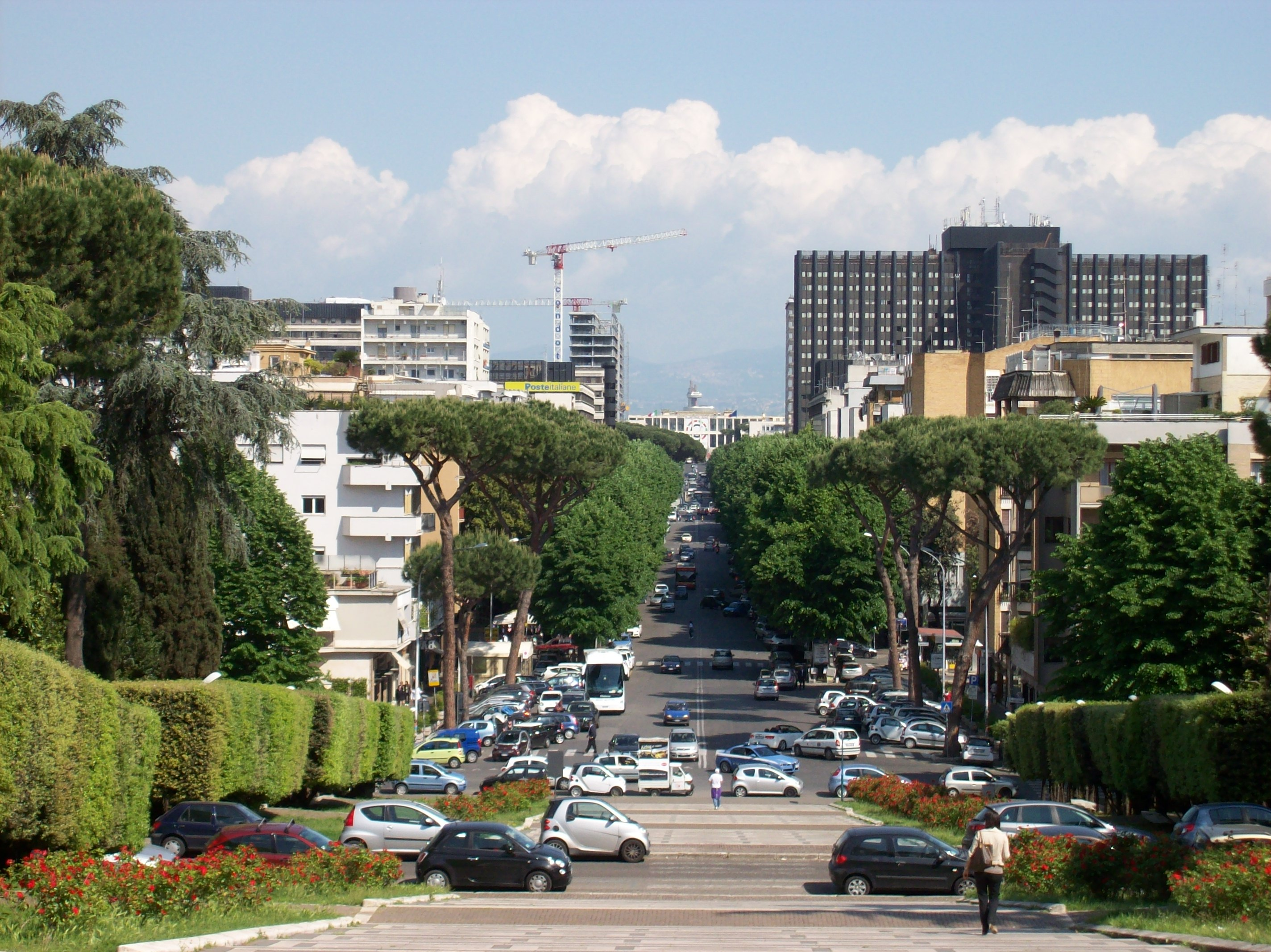
Viale Europa, arteria del quartiere, vista dalla scalinata della basilica
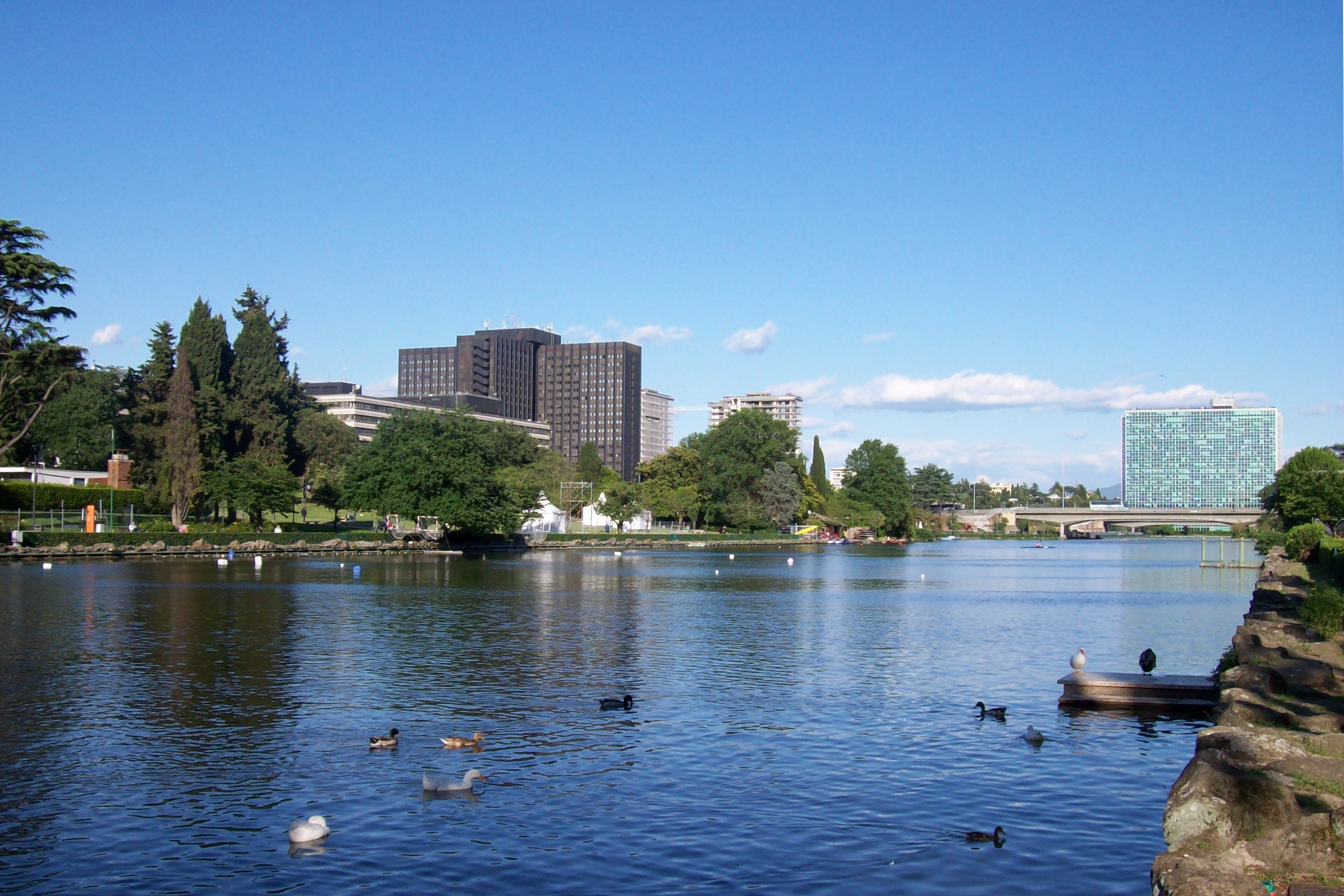
Il laghetto artificiale
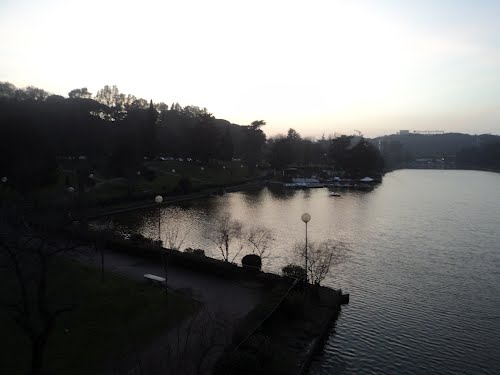
Il laghetto al tramonto
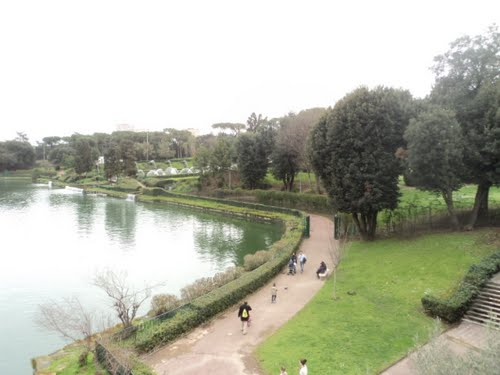
Scorcio del laghetto
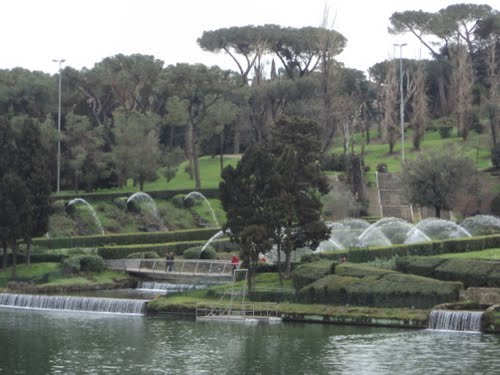
Il laghetto con le sue fontane
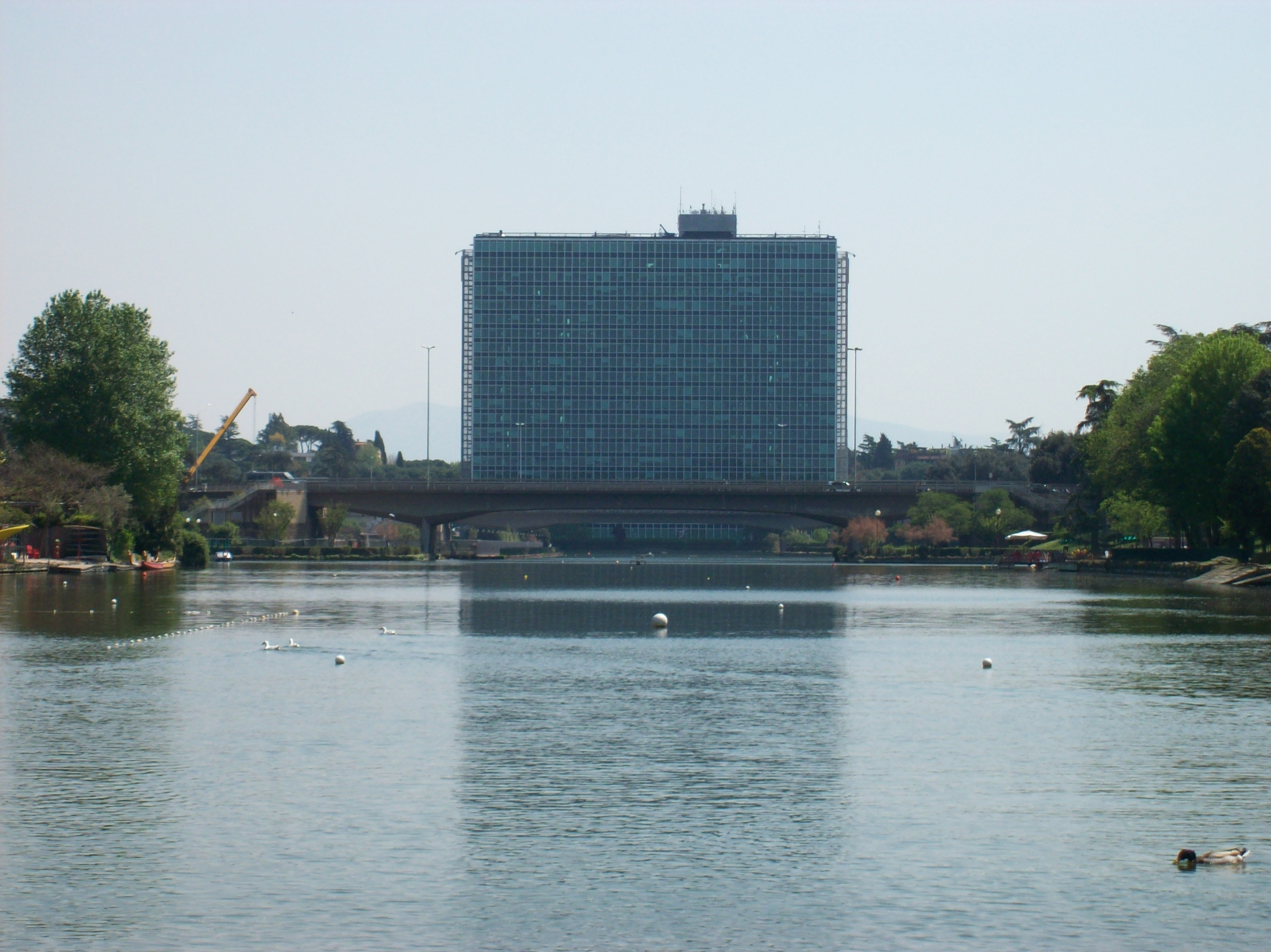
Il Palazzo dell'ENI visto dal laghetto dell'Eur
Palazzo INAIL